# Clemens Doppler
Clemens Doppler (6 de setembro de 1980) é um jogador de vôlei de praia austríaco.

## Carreira
Clemens Doppler representou, ao lado de Alexander Horst, seu país nos Jogos Olímpicos de Verão. Nos Jogos Olímpicos de Verão de 2016, terminando nas oitavas-de-finais.